# Vlag van Turkmenistan

Vlag van Turkmenistan (ratio 2:3)

De vlag van Turkmenistan werd aangenomen op 24 januari 2001 en wordt vaak omschreven als een van de gedetailleerdste vlaggen ter wereld.
De vlag bestaat uit een groen veld (dat de islam symboliseert) met een rode verticale baan nabij de hijszijde. Deze baan bevat onder meer vijf patronen die de rijke cultuur van het land moeten uitbeelden. In het groene veld staan nog een witte halve maan en vijf sterren naar het voorbeeld van de vlag van Turkije. De maan en sterren symboliseren zo de band tussen de Turkse volkeren, waartoe de Turkmenen behoren.

## Historische vlaggen
In de jaren dertig had Turkmenistan, als onderdeel van de Sovjet-Unie, een rode vlag met in de linkerbovenhoek een grote hamer en sikkel in gebruik, is identiek aan de vlag van de Sovjet-Unie. In 1937 werden deze symbolen vervangen door de afkorting van het land (TSSR) in gouden letters. In de jaren veertig werden deze letters vervangen door de Cyrillische tekens ТССР.
Op 1 augustus 1953 werd weer een nieuwe vlag in gebruik genomen. Ook deze bestond uit een rood veld, maar had twee horizontale blauwe banen en in de linkerbovenhoek een gouden hamer, sikkel en ster. De twee blauwe strepen tussen de rode staan voor de rivieren Amu Darja en Syr Darja, het rood staat voor de "revolutionaire strijd van de werkende massa's", de Hamer en sikkel staan voor de vakbond van boeren en arbeiders en de rode ster is het symbool van de heersende Communistische Partij.
Op 26 september 1973 wijzigde de regelgeving voor de vlag. De positie van de ster en de hamer en sikkel werden dichter bij de vlaggenmast geplaatst.
Toen Turkmenistan in 1992 een onafhankelijk land werd, voerde men een vlag in die sterk lijkt op de huidige. De patronen aan de linkerkant waren echter anders. In 1997 werden deze patronen gewijzigd en in 2001 gebeurde dat nogmaals, hetgeen de huidige vlag als resultaat had.

1925 - 1926
1926 - 1937 (Vlag van de Sovjet-Unie)
1937 - 1940
1940 - 1953
1953 - 1973
1973 - 1992
1992 - 1997
1997 - 2001